# Banque cantonale de Genève
La Banque cantonale de Genève (BCGE) est une société anonyme de droit public suisse, issue de la fusion de la Caisse d’épargne de la république et Canton de Genève (fondée en 1816) et de la Banque hypothécaire du Canton de Genève (fondée en 1847). Elle est l'une des 24 banques cantonales.
Son capital est détenu par les collectivités publiques genevoises à hauteur de 72,6 % (l'État de Genève détient 44,3 %, la ville de Genève détient 20,9 % et les communes genevoises détiennent 7,4 %). Le reste du capital (27,4 %) est échangé en bourse sur le SIX Swiss Exchange, où la banque est cotée.
Le groupe BCGE fonctionne sur le modèle de la banque universelle : sa clientèle se compose à la fois de particuliers et d'entreprises. Ses activités recouvrent notamment les services bancaires au quotidien, le financement hypothécaire (crédit immobilier), le financement des entreprises et des collectivités publiques, la gestion d'actifs, la prévoyance, la banque privée ou encore le financement du négoce de matières premières.
Le groupe dispose de succursales en Suisse (Lausanne, Zurich, Bâle) et en France (Lyon, Annecy, Paris), ainsi que deux bureaux de représentation à Dubaï et Hong Kong.

## Histoire

### Origines
La Banque Cantonale de Genève est issue de la fusion de deux établissements, la « Caisse d'Epargne de la République et Canton de Genève » et la « Banque Hypothécaire du Canton de Genève », créées au cours du XIXe siècle,, ce qui fait d'elle la plus ancienne banque cantonale.
En 1816, l'État de Genève crée la Caisse d'Épargne de Genève sur proposition de Jean Auguste Pyrame de Candolle et Richard Tronchin, ce dernier participant à la fondation de l'établissement en lui apportant un capital de garantie. La banque remplace ainsi la précédente Caisse d'Épargne et de dépôt établie dans la ville en 1789. Son but est de financer l'activité des petites et moyennes entreprises de la région genevoise tout en incitant la population, notamment les classes populaires, à se créer une épargne,. La banque est, statutairement, une fondation de droit public. À sa création en 1816, ses locaux sont situés au sein de l'hôtel de ville de Genève. Elle occupe par la suite le numéro 113 de la rue des Chanoines (devenu le 10 rue Calvin) puis, à partir de 1839, le numéro 12 de la rue de la Corraterie. Dans le cadre de son développement, l'établissement fait construire en 1879 un nouvel immeuble situé au croisement du boulevard du Théâtre et de la rue Petitot, puis un second en 1913, situé au numéro 4 de la rue de la Corraterie. Le nombre de déposants passe de 12 935 en 1859 à 89 828 en 1910 et, en 1913, la majorité des Genevois dispose d'un livret à la Caisse d'épargne. Les dépôts des clients atteignent, en 1968, 750 millions de francs. En 1987, la Caisse d'Epargne devient la CEG-Caisse d'Épargne, puis, trois ans plus tard, change à nouveau de nom pour devenir la CEG Genève. Cette dernière ouvre une première succursale en France en 1993, dont le siège social est situé à Lyon tout en disposant d'un bureau à Annecy. En 1993, l'établissement emploie 530 salariés sur l'ensemble du canton de Genève.

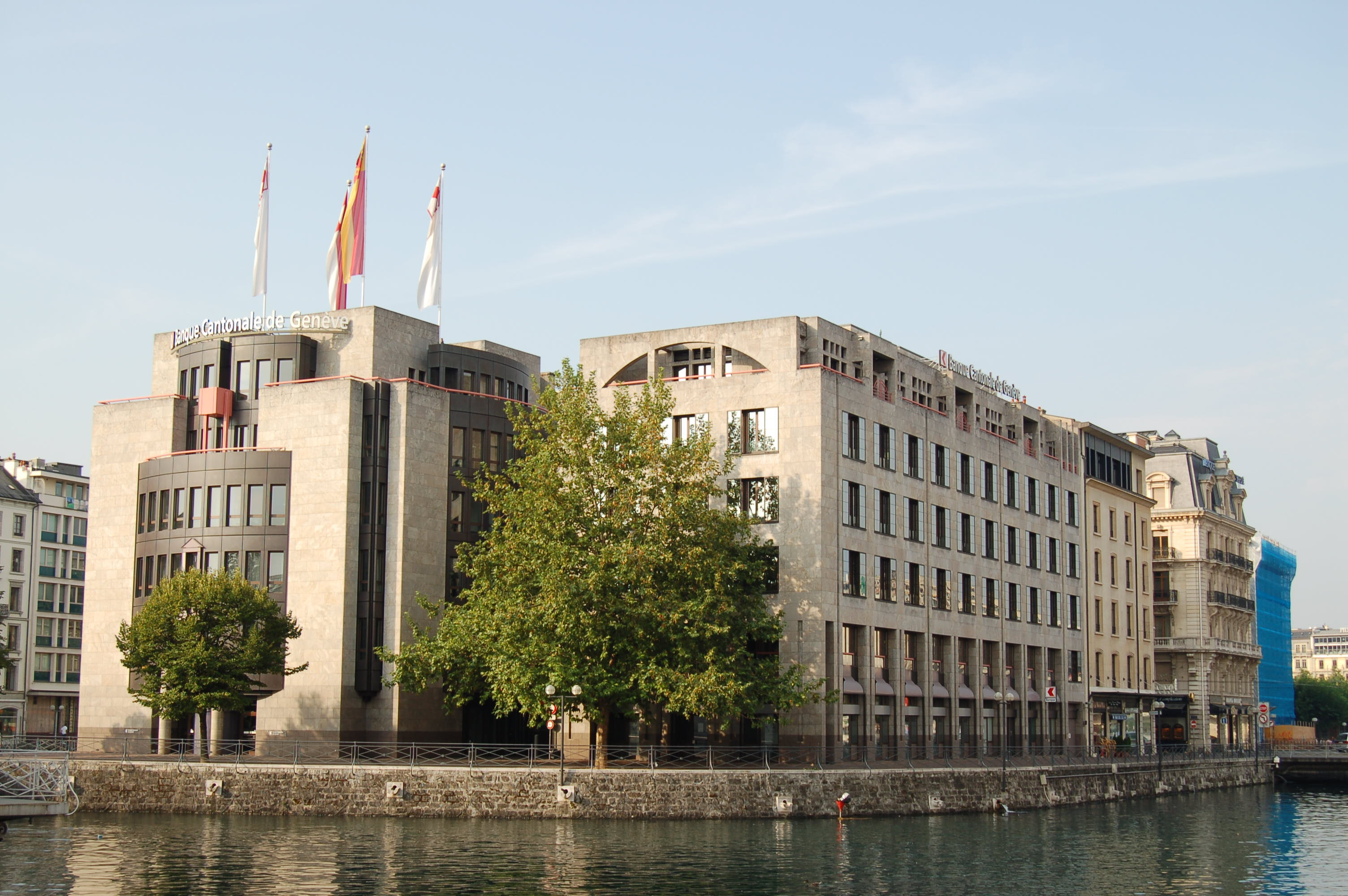
L'actuel siège social de la BCGE, en l'Île, est inauguré en 1991 par la Banque hypothécaire du canton de Genève. Jusqu'au milieu du XIX, l'emplacement était occupé par des moulins.

La Caisse hypothécaire est quant à elle fondée en 1847 par James Fazy. La banque s'adresse initialement à une clientèle majoritairement constituée d'agriculteurs. Elle est, statutairement, une corporation de droit public : les communes sont propriétaires du capital de la banque mais l'établissement ne dispose pas de la garantie de l'État,. Ses locaux sont initialement situés rue de la Pelisserie. Deux ans après, en 1849, la banque déménage pour s'installer place du Molard. En 1976, l'établissement change de nom et devient la « Banque Hypothécaire du Canton de Genève », abrégée BHCG ou plus simplement BCG. À partir de 1987, l'établissement ouvre son capital au grand public via l'émission de titres au porteur, bien que la majorité du capital reste détenue par les communes genevoises à travers des titres nominatifs. De 1987 à 1990, la banque fait construire un nouveau siège social situé Quai de l'Île 17, inauguré en 1991,. Le bâtiment devient, à partir de 1994, le siège de la nouvelle Banque Cantonale de Genève.
La fusion entre les deux établissements est envisagée à plusieurs reprises au cours du XXe siècle. Plusieurs projets inaboutis sont portés par des députés socialistes : Jules Roux dans le courant des années 1930, puis Alex Burtin dans les années 1960. Le projet se concrétise au début des années 1990 dans un contexte de concurrence renforcée et de crise du marché immobilier suisse, générant d'importantes pertes pour les établissements bancaires locaux qui cherchent dès lors à mutualiser leurs coûts,. En 1992, le Grand Conseil du canton de Genève vote une résolution de principe en faveur d'une fusion des deux établissements, puis les citoyens de la ville approuvent le projet en 1993 à l'issue d'un vote,. La création de la Banque Cantonale de Genève a lieu le 1er janvier 1994. Le nouvel établissement est globalement issu aux deux tiers de la CEG Genève, et à un tiers de la Banque Hypothécaire du Canton de Genève.

### Restructuration
À la fin des années 1990, la banque connaît des difficultés financières, notamment à cause d'une forte proportion de prêts non remboursés par sa clientèle. 68 % de ces crédits proviennent de l'ancienne CEG Genève, 29 % de l'ancienne Banque Hypothécaire, et 3 % des nouveaux prêts émis par la BCGE depuis sa création. En 2000, l'établissement doit être sauvé et recapitalisé par le canton de Genève, via le concours d'une fondation ad hoc (la Fondation de valorisation) qui reprend à son compte cinq milliards de francs de crédits,. Dominique Ducret, président, et Marc Fues, directeur général, démissionnent.
À la même époque, la banque fait l'objet d'accusations relatives à sa gestion. En octobre 1999, Bernard Monnot, ancien directeur de la succursale lyonnaise de la banque, déclare que 573 millions de francs français déposés auprès de la banque entre 1996 et 1998 auraient été traités par l'établissement dans le cadre d'opérations de blanchiment d'argent. Cinq actionnaires portent plainte contre la banque en 2000 à la suite de ces déclarations. L'enquête devient largement médiatisée du fait que le député socialiste Arnaud Montebourg, rapporteur de la mission parlementaire française consacrée à cette affaire, accuse alors Jean-Claude Trichet, gouverneur de la Banque de France, de complicité en ayant refusé de dénoncer les agissements supposés de la banque. La BCGE et la Banque de France démentent les accusations formulées à leur encontre. Le jugement aboutit à un non-lieu : en l'absence de preuves, le procureur général de Genève, Bernard Bertossa, juge la plainte infondée et classe l'affaire sans suite le 14 novembre 2001,.
En mars 2001, l'État de Genève et la BCGE se constituent toutefois parties civiles à l'encontre de l'ancienne direction de la banque, accusée d'avoir volontairement établi des documents frauduleux sur la situation financière de l'établissement. Pour la même raison, en février 2003, l'État de Genève lance une action civile contre le cabinet d'audit Ernst & Young ayant validé ces comptes. L'enquête dure plusieurs années, donnant lieu à 280 audiences et 3 700 pages de procès-verbaux jusqu'en 2007. Une instruction est ouverte en 2009 et un procès est dirigé contre Dominique Ducret, ancien président de la banque, Marc Fues, ancien directeur, René Curti son adjoint, ainsi que deux réviseurs de Ernst & Young. Ceux-ci sont accusés de faux dans les titres et gestion déloyale pour un dommage présumé de 2,3 milliards de francs. Selon l'acte d'accusation, les inculpés auraient constaté qu'en 1996 la situation financière et comptable de la BCGE était en péril, en partie à cause de débiteurs à risque, et l'auraient dissimulée au conseil d'administration en publiant de 1996 à 1998 des résultats annuels falsifiés. Au lieu de constituer des provisions, la banque a distribué des dividendes aux actionnaires, octroyé des bonus aux dirigeants et omis d'alerter la Commission fédérale des banques. Selon le procureur général Daniel Zappelli, les trois responsables de la BCGE auraient caché la situation catastrophique de l'établissement pour conserver positions, salaires et bonus. Le verdict de l'affaire est rendu le 22 juillet 2011 par le Tribunal correctionnel : Marc Fues et René Curti sont reconnus coupables de faux dans les titres et acquittés des autres chefs de poursuite. Le Tribunal fédéral confirme pour l'essentiel cette décision. Dominique Ducret est acquitté de toutes les charges pour lesquelles il était poursuivi et bénéficie d'une indemnisation financière,,.
En 2017, le parti Ensemble à Gauche élabore un projet de loi de régularisation (PL 12238) visant à ce que la Banque Cantonale de Genève rembourse les sommes liées à son sauvetage en 2000, soit 3,2 milliards de francs. Le projet fait l'objet d'importants débats entre défenseurs et détracteurs. Ensemble à gauche organise en 2018 une initiative constitutionnelle pour faire adopter cette loi. Le projet est toutefois écarté par le Conseil d'État et la Chambre constitutionnelle de la Cour de Justice de Genève. Cette décision est confirmée par le Tribunal fédéral en 2020, au motif que de ce fait la banque se verrait placée dans une situation de surendettement et serait alors contrainte à la mise en faillite.

### Développement
Au cours des années suivant son sauvetage, l'établissement retrouve sa rentabilité,. En 2013, ses dirigeants participent au programme américain de régularisation fiscale, visant à aider le département de justice américain à enquêter sur des fraudes fiscales et bancaires. L'établissement se place dans la catégorie 2, désignant les banques non incriminées par la justice des États-Unis mais ayant des clients américains qui auraient pu enfreindre le droit fiscal américain.
En 2016, la BCGE célèbre son bicentenaire en organisant un événement par mois tout au long de l'année, notamment sur les thèmes de la culture et l'histoire économique de Genève. Parmi les événements organisés, la BCGE s'associe à Handicap International pour rénover la Broken Chair de la Place des Nations au nord de la ville.
En 2017, l'établissement modernise la structure de son capital : les trois catégories d'actions de la banque (au porteur, nominatives A et B) sont remplacées par une seule catégorie d'actions nominatives. Le capital de la banque se compose ainsi en février 2017 de 7,2 millions d'actions nominatives d'une valeur de 50 francs. Cette modification est neutre pour les collectivités publiques actionnaires de la banque, mais permet d'augmenter la transparence de l'actionnariat individuel et de simplifier l'échange du capital flottant en bourse.

## Forme juridique et gouvernance
La Banque Cantonale de Genève est une société anonyme de droit public soumise à la législation bancaire suisse. Son capital est détenu à 72,6% par les collectivités publiques genevoises : l'État de Genève détient 44,3%, la ville de Genève détient 20,9% et les communes genevoises détiennent 7,4%. Elle a le statut de banque cantonale au sens de l'article 3a de la loi fédérale sur les banques et les caisses d'épargne du 8 novembre 1934. À ce titre, elle est membre de l'Union des Banques Cantonales Suisses (UBCS), réseau regroupant 24 banques cantonales présentes dans la Confédération. Depuis le 1er janvier 2017, ses engagements ne sont plus garantis par l'État de Genève.
Depuis 2005, la banque est administrée par un conseil d'administration de 11 membres. Sa composition est fixée par la loi.
En matière de responsabilité sociétale des entreprises (RSE), la BCGE reçoit en 2017 le prix du Cercle suisse des administratrices pour la mixité au sein de son conseil d'administration. Dans le même esprit, la banque procède à une revue des salaires tous les deux ans pour garantir l'égalité des rémunérations entre hommes et femmes.

### Directeurs
- Du 1er octobre 2000 au 5 mars 2024 : Blaise Goetschin
- Depuis le 6 mars 2024 : Nicolas Krügel[42],[43]

## Activités

### Structure
La banque a pour mission de « contribuer au développement de Genève et de sa région ». En parallèle, la diversification de ses activités l'amène à s'adresser à une clientèle internationale et à exercer des activités variées en opérant sur le modèle de la banque universelle.
D'un point de vue organisationnel, la société a scindé ses activités en huit divisions : Direction générale, Finance, Opérations, Genève, Entreprises, International, Asset Management et Juridique et conformité. Le traitement des opérations sur les marchés financiers est organisé depuis une salle des marchés,.

### Métiers
L'activité principale de l'établissement est celle de la banque au quotidien (gestion des dépôts et octroi de crédit) s'adressant à une clientèle de particuliers et d'entreprises,. Fin 2021, les dépôts de sa clientèle s'élèvent à 18 milliards de francs et ses encours de prêts hypothécaires (crédits immobiliers) représentent 12 milliards de francs. En 2021, l'activité de crédit génère 227 millions de francs de revenus, soit environ la moitié du chiffre d'affaires annuel de la banque (439 millions de francs),.
La seconde activité de l'établissement est la gestion d'actifs (« Asset Management »), qui représente en fin d'année 2021 une masse sous gestion de 34 milliards de francs. Cette activité recouvre l'investissement des avoirs de la clientèle ainsi que la gestion de la prévoyance (système de retraite par capitalisation) et génère en 2021 un chiffre d'affaires de 136 millions de francs (sous forme de frais de gestion). La Banque Cantonale de Genève gère notamment une gamme de fonds de placement dénommée « Synchrony », composée de fonds principalement investis sur les marchés financiers (actions, obligations) ou en immobilier. La banque propose également à ses clients des mandats de gestion dans le cadre de son activité de banque privée ainsi que des placements sous forme de capital-investissement. Enfin, en matière de prévoyance, l'établissement gère les avoirs de sa clientèle à travers deux entités, la « Fondation libre passage » et la « Fondation épargne 3 ».
En complément de ces métiers, la BCGE propose à ses clients particuliers des prestations de conseil patrimonial, notamment à travers son activité de banque privée.
Parmi les services destinés aux entreprises et aux entrepreneurs, outre les opérations de financement et de crédit, la banque propose des prestations de conseil en ingénierie financière, en acquisition et transmission d'entreprise ainsi que des solutions en matière de financement de l'immobilier professionnel, notamment en France. L'établissement dispose également d'une unité de « trade finance » destinée au financement du négoce de matières premières (pôle « global commodity finance »),.

## Implantations et filiales

### Agences et succursales
Le siège social de la banque est situé à Genève et son réseau se compose de 21 agences dans le canton de Genève. En Suisse, la société dispose également de trois succursales à Lausanne (depuis 1997), Zurich (depuis 1997) et Bâle (depuis 2019).
En France, la banque opère à travers sa filiale « Banque Cantonale de Genève (France) SA » implantée à Lyon depuis 1993,. La société dispose également de succursales à Annecy et Paris, cette dernière ayant été ouverte en 2010.
Hors de Suisse et de France, la banque dispose de deux bureaux de représentation à Dubaï (depuis 2010) et Hong Kong (depuis 2010 également),. À Hong Kong, la BCGE fait figure d'exception dans le paysage des banques suisses en proposant en 2015 l'ouverture de comptes courants en yuans.

### Filiales
En parallèle de ses métiers bancaires initiaux, le groupe BCGE dispose de filiales spécialisées, développées ou acquises pour diversifier ses métiers dans le domaine de la finance :
- Capital Transmission SA, filiale créée à Genève en 2008, détenue à 100% par la BCGE[65]. Capital Transmission est une société de capital-investissement ayant pour objectif de financer des entreprises par des compléments en fonds propres ou quasi fonds propres[65].
- Dimension SA, société acquise à 100% en 2015[57]. Créée en 1994 à Lausanne, spécialisée en opérations de fusions et acquisitions, la société est destinée à la transmission et l'acquisition d'entreprises (conseil, analyse du potentiel de valorisation, réalisation des opérations)[57].
- Loyal Finance AG, société acquise en 2019[66]. Loyal Finance est une société de gestion créée en 1991 et sise à Zurich, spécialisée en investissement sur les marchés obligataires[66].